# New York City: the 51st State
New York City: the 51st State est le nom de la campagne électorale de la candidature Norman Mailer–Jimmy Breslin à la mairie de New York lors des primaires démocrates de 1969. Cette campagne, menée par Norman Mailer, romancier, journaliste et réalisateur, et Jimmy Breslin, écrivain et journaliste, proposait la sécession des cinq arrondissements de la ville de New York de l'État de New York, et leur intégration dans un 51e État américain.
La ville de New York étant alors en proie à ses problèmes spécifiques en termes de fiscalisme, de chômage, de pollution et de circulation automobile, de surpopulation dans les écoles ou d'augmentation de la criminalité, la campagne proposait la décentralisation de la gestion de la ville au niveau des arrondissements de New York, accompagnée d'une série de mesures parfois originales pour l'époque, comme l'interdiction de la circulation automobile dans l'arrondissement de Manhattan, à l'exception des taxis et des transports en commun.
Le ticket Mailer–Breslin recueille 5 % des voix pour un total de 41 288 votes, plaçant la candidature à l'avant-dernière position devant James H. Scheuer.

## Sources
- (en) Cet article est partiellement ou en totalité issu de l’article de Wikipédia en anglais intitulé « New York City: the 51st State » (voir la liste des auteurs).